# Гранов, Дмитрий Анатольевич
Дми́трий Анато́льевич Гра́нов (род. 20 ноября 1961 года, Донецк) — российский хирург, трансплантолог, специалист в области гепатологии и лечения злокачественных опухолей печени, член-корреспондент РАМН (2011), академик РАН (2019). Заслуженный деятель науки Российской Федерации (2023).

## Биография
Родился в семье врачей: отец — Анатолий Михайлович Гранов (1932—2017), хирург, профессор, академик РАН, директор (1993—2017) Российского научного центра радиологии и хирургических технологий (РНЦРХТ), мать — Светлана Мироновна Вашетина (род. 1938), кандидат медицинских наук.
Окончил 1-й Ленинградский медицинский институт имени академика И. П. Павлова.
В 1990 году на базе Ленинградского государственного института усовершенствования врачей им. С. М. Кирова защитил диссертацию кандидата медицинских наук по специальности «Хирургия» на тему «Лимфовенозные анастомозы в лечении цирроза печени».
В 1996 году на базе Центрального научно-исследовательского рентгенорадиологического института (ЦНИРРИ) защитил диссертацию доктора медицинских наук по специальности «Хирургия» на тему «Комбинированное хирургическое лечение злокачественных опухолей печени».
В 1994—1998 гг прошел дополнительное обучение по программе трансплантации печени на базе госпиталя Hudding при Каролинском институте под руководством профессора Бо-Йорана Эрикзона, а в 1998 году участвовал в первой в Санкт-Петербурге успешной операции по трансплантации печени от трупного донора, которая была проведена в ЦНИРРИ. В последующие годы был руководителем направления трансплантации печени в ЦНИРРИ (позднее РНЦРХТ). Под его руководством в Центре проведено более 250 операций по трансплантации печени.
В 1997—2015 гг заведующий отделом интервенционной радиологии и оперативной хирургии ЦНИРРИ, в 2015—2018 гг заместитель директора РНЦРХТ по интервенционной радиологии и оперативной хирургии. В 2018 году назначен Научным руководителем РНЦРХТ имени ак. А. М. Гранова.

## Научная деятельность
В 1997 году возглавил кафедру хирургической гепатологии 1-го Санкт-Петербургского государственного медицинского университета им. академика И. П. Павлова (с 2012 года Кафедра радиологии и хирургических технологий). За этот период на кафедре прошли переподготовку более 1500 врачей-хирургов, онкологов и интервенционных радиологов.
Член специализированного диссертационного совета по хирургии в СПбГМУ им. И. П. Павлова, заместитель председателя Ученого совета РНЦРХТ.
Член редколлегий журналов «Вестник трансплантологии и искусственных органов», «Вестник хирургии им. И. И. Грекова», «Онкохирургия», «Высоко технологичная медицина»; член редакционных советов журналов «Трансплантология», «Анналы хирургической гепатологии», «Пермский медицинский журнал».
Автор 535 научных работ, посвященных актуальным проблемам хирургической гепатологии, онкологии, интервенционной радиологии и трансплантации органов, из них 12 монографий, соавтор 3 учебников для студентов медицинских вузов: «Общая хирургия», «Факультетская хирургия», «Госпитальная хирургия». Обладатель 9 патентов и 24 авторских свидетельств (по состоянию на ноябрь 2019 года).
Член правления Ассоциации гепатопанкреатобилиарных хирургов стран СНГ, вице-президент Российского общества трансплантологов (с 2012 года), председатель хирургического общества Н. И. Пирогова (г. Санкт-Петербург), вице-президент Ассоциации хирургов-гепатологов СНГ.
Индекс Хирша по РИНЦ — 12.

#### Основные научные результаты Д. А. Гранова
- разработан способ прогнозирования риска осложнений трансплантации печени на основании исследования особенностей гемопоэза и репаративного потенциала стволовых гемопоэтических клеток в раннем посттрансплантационном периоде;
- изучены возможности регионарной терапии и разработана тактика её применения с целью контроля роста гепатоцеллюлярного рака у больных, ожидающих трансплантацию печени;
- исследованы гемодинамические особенности восстановления кровообращения в печёночном трансплантате, позволившие разработать алгоритм его хирургической реваскуляризации;
- разработана оригинальная тактика коррекции ишемических билиарных стриктур с использованием билиарного манометрического теста[7].

## Государственные награды и премии
- Медаль ордена «За заслуги перед Отечеством» II степени (2014) — за большой вклад в развитие здравоохранения, медицинской науки и многолетнюю добросовестную работу[8]
- Заслуженный деятель науки Российской Федерации (26 января 2023 года) — за вклад в развитие науки и многолетнюю добросовестную работу[9]
- Лауреат премии Правительства Российской Федерации в области науки и техники (2007) — за трансплантацию печени как радикального метода лечения тяжелых заболеваний печени у взрослых и детей — создание и внедрение нового направления в российском здравоохранении[10]
- Лауреат премии Правительства Российской Федерации в области науки и техники (2018) — за разработку и внедрение высокотехнологичных минимально инвазивных операций в абдоминальной хирургии и онкологии[11]
- Почётный гражданин Санкт-Петербурга (22 мая 2024 года)[12]